# 佩兰萨内斯
佩兰萨内斯，是西班牙卡斯蒂利亚-莱昂莱昂省的一个市镇。 总面积118平方公里，2001年普查人口總數為319人，人口密度為每平方公里3人。